# Liste von Flugzeugherstellern
Flugzeughersteller international (alphabetisch sortiert).

## A
- AEKKEA-Raab
- Aermacchi (1913–2015)
- Aerfer (1955–1969)
- Aero Commander
- Aero Vodochody
- Aerocar Incorporated
- Aerocomp
- Aeromarine Plane and Motor Company (auch Aeromarine-Klemm)
- Aeronautica Umbra SA
- Aeronca
- Aéroplanes G. Voisin
- Aérospatiale (1970–1999)
- Aérospatiale-Matra (1999–heute)
- Aerotec SA Industria Aeronáutica
- Agusta
- Aichi Tokei Denki (ab 1943: Aichi Kōkūki)
- Airbus
- Airco
- Airfoil Development GmbH
- Airspeed
- Akciju Sabiedriba Christine Backman
- Alabastar
- Albatros Flugzeugwerke
- Alenia Aermacchi (2012–2015)
- Alenia Aeronautica (1990–2012)
- Alexander Schleicher
- Alisport
- Alon
- Alpavia S.A.
- Alpi Aviation
- Alvis
- American Aviation
- Amiot
- AMS Flight
- ANF Les Mureaux
- Antonow
- Apex Aircraft
- AQUILA
- Arado
- Arc Aeronautique SARL
- Armstrong Whitworth Aircraft
- Atlas Aircraft Corporation of South Africa
- Avions de Transport Régional – ATR (1981–heute)
- Auster Aircraft
- Australian Lightwing, Flugzeugmarke des australischen Herstellers Howard Hughes Engineering
- AutoGyro
- AviaBellanca Aircraft Corporation (1983–heute)
- AVIACOM.PL
- Aviakit Flight-Concept (1997–heute)
- Aviat Aircraft
- Aviation Traders
- Avions Fournier
- Avions Jodel
- Avions Robin
- Avis Flugzeug- und Autowerke (1924–1931)
- Avro
- Avro Canada (1945–1962)
- Ayres Corporation

## B
- BAC
- Bachem
- BAE Systems
- BAMC
- Basler
- Baykar (1984–heute)
- Bayerische Flugzeugwerke AG
- Beagle
- Bede Aircraft
- Beechcraft
- Bell
- Bellanca (1927–1983)
- Berijew (1934–heute)
- Binder Flugmotoren- & Flugzeugbau
- Blackburn
- Louis Blériot
- Blohm + Voss
- Boeing
- Bölkow GmbH
- Boisavia
- Bombardier Aerospace
- Boulton Paul Aircraft Ltd
- Brantly International
- Breda (1886–2001)
- Société Anonyme des Ateliers d’Aviation Louis Breguet (1911–1973)
- Brewster Aeronautical Corporation (1932–1942)
- Bristell, siehe BRM Aero
- Bristol Aeroplane Company
- British Aerospace (1977–1999)
- British Aircraft Manufacturing
- British Aircraft Corporation
- British Klemm Aeroplane Company
- Britten-Norman
- BRM Aero (auch: Bristell)
- Bücker Flugzeugbau
- Buchet
- Burgess Company (1911–1916)
- Burnelli

## C
- Call Aircraft Company
- CAMS / Chantiers Aéro-Maritimes de la Seine
- Canadair
- Canadian Car and Foundry (CC&F, auch „CanCar“)
- Canadian Vickers
- Cantieri Aeronautici e Navali Triestini (1923–1944)
- CAP Aviation
- Caproni
- CELIER Aviation
- CASA (Construcciones Aeronáuticas S.A.)
- CERVA, (Consortium Europeén de Réalisation et de Ventes d’Avions), Konsortium Wassmer, Siren SA, Frankreich
- Cessna
- Champion Aircraft Corporation
- Chengdu Aircraft Industry Corporation (CAC)
- Chilton
- Chrislea
- Cicaré Helicópteros
- Citroen-Marchetti
- Cirrus
- Commander Premier Aircraft Corporation
- Commercial Aircraft Corporation of China (COMAC)
- Comco Ikarus
- Comp Air
- Companhia Aeronáutica Paulista
- Comper Aircraft Company
- Consolidated
- Consolidated Vultee Aircraft Corporation
- Corvus Aircraft
- Cox-Klemin Aircraft Corporation (1921–1925)
- CRDA (Cantieri Ruiniti dell’Adriatico)
- Cukurs
- Culver Aircraft Company (1939–1946)
- Curtiss Aeroplane and Motor Company Incorporated (1916?–1929)
- Curtiss-Wright (1929–heute)
- Czech Aircraft Works

## D
- Daher (Nachfolger von SOCATA)
- Daimler-Motoren-Gesellschaft
- Dallach
- Deutsche / Daimler-Benz / DaimlerChrysler Aerospace AG (DASA)
- Darschawna Aeroplanna Rabotilniza
- Dassault Aviation
- De Havilland Aircraft Company
- De Havilland Canada
- Desoutter Aircraft Company
- Deutsche Aircraft
- Dewoitine
- DG-Flugzeugbau
- Diamond Aircraft
- Dietrich-Gobiet Flugzeugbau
- Dornier
- Douglas Aircraft Company (1920–1967)
- Druine

## E
- EADS
- Eclipse Aviation
- Edgley
- Egyptian General Aero Organization
- Embraer
- Entwicklungsring-Süd (EWR)
- Ela Aviación
- Elan
- Empresa Aeronáutica Ypiranga
- English Electric
- Enstrom Helicopter Corporation
- Erco
- Erla Maschinenwerk
- Eurocopter (1992–heute)
- Eurofighter Jagdflugzeug GmbH
- Extra Aircraft

## F
- Fairchild, Fairchild Dornier
- Fairey
- Farman
- Fiat, Fiat Aviazione
- Fieseler
- Fischer Flugmechanik
- Fischer-Boretzki
- FK Lightplanes
- Flight Design
- Flightship Ground Effect Pty
- Flugzeugwerft Lübeck-Travemünde GmbH
- Flugzeugwerke Dresden (1955–1961)
- Focke-Wulf Flugzeugbau GmbH
- Focke-Achgelis
- Fokker
- Folland
- Ford (1925–1945?)
- Forney
- Fouga
- Fuji
- Funk Aircraft

## G
- General Aircraft Limited
- General Dynamics
- Glasair
- Glaser-Dirks
- Gloster Aircraft Company
- Gothaer Waggonfabrik
- Gourdou-Leseurre
- Grahame-White
- Granville Brothers Aircraft
- Grob Aircraft
- Great Lakes
- Grumman (1930–1994)
- Gulfstream Aerospace (1978–heute)

## H
- Hamburger Flugzeugbau GmbH (HFB) (1933–1969)
- Handley Page Aircraft Company
- Harbin (HAMC)
- Hawker (H.G. Hawker Engineering Co. Ltd) (1920–1934)
- Hawker Beechcraft
- Hawker Siddeley (1934–1977)
- Hawker Pacific Aerospace (1980–heute)
- Heinkel
- Helio Aircraft
- Helwan Aircraft
- Henschel Flugzeug-Werke (1933–1945)
- Henschel Flugzeugwerke AG (1956–1970)
- High Performance Aircraft
- Hindustan Aeronautics (HAL)
- Hispano-Suiza (1929–1972)
- Honda Aircraft Company (1997–heute)
- Horten
- Hughes Aircraft
- Hunting Aircraft

## I
- IAR (Rumänien)
- Ikarbus ehemals Ikarus
- Iljuschin
- Indonesian Aerospace
- Indústria Aeronáutica Neiva
- Industria Paranaense de Estruturas
- Israel Aircraft Industries

## J
- Jabiru
- Jacuzzi Brothers
- Jakowlew
- Jodel
- Junkers

## K
- Kaiserliche Werft Danzig
- Kamow
- Kawanishi
- Kawasaki
- Klemm
- Kondor Flugzeugwerke
- Koolhoven

## L
- Lake Aircraft
- Lange Flugzeugbau
- Latécoère (Groupe Latécoère)
- Laverda
- Lawotschkin
- Leonardo
- LACAB
- Let Kunovice
- Letov
- Light Wing, Schweizer Hersteller von Leichtflugzeugen
- LKOD
- Lilienthal (1893–1896)
- Linke Hofmann
- Lisunow
- Lockheed (1912–1996)
- Lockheed Martin (1996–heute)
- Loening Aircraft Engineering Corporation
- Luscombe
- LS-Flugzeugbau

## M
- M7 Aerospace
- MAGNI GYRO
- Makhonine
- Martin (1912–1916, 1917–1961)
- Martin-Baker
- Martin Marietta
- Martin Aeroplane
- Martinsyde
- Maule Air
- MÁVAG
- McDonnell Aircraft Corporation
- McDonnell Douglas
- Mercur Flugzeugbau
- Messerschmitt, Messerschmitt-Bölkow, Messerschmitt-Bölkow-Blohm (MBB)
- MIAG Mühlen- und Industriebau AG
- Mikojan-Gurewitsch
- Miles Aircraft
- Mitsubishi
- Mjassischtschew
- Mooney
- Morane-Saulnier
- MPC Aircraft
- MX Aircraft
- MySky Aircraft

## N
- Nakajima Hikōki
- NAMC (Nanchang)
- Société Anonyme des Établissements Nieuport (Nieuport)
- Niki Rotor Aviation
- Nord Aviation oder Société Nationale de Constructions Aéronautiques du Nord (SNCAN)
- Flugzeugbau Nord GmbH
- North American Aviation (1928–1966)
- Northrop Corporation (1926–1994)
- Northrop Grumman (1994–heute)
- Nomad
- Nuri Demirağ

## O
- Oesterreichische Flugzeugfabrik AG (1915–1918)
- Orličan

## P
- Panavia
- Parnall
- Partenavia (1952–1998)
- Percival
- Petljakow
- Pietenpol
- Pitcairn Aircraft Company
- Pfalz-Flugzeugwerke
- Phönix Flugzeugwerke
- Piaggio Aerospace
- Pilatus Aircraft
- Piper Aircraft
- Pipistrel
- Pitts
- Potez
- Pützer
- Państwowe Zakłady Lotnicze (PZL)
- Progressive Aerodyne

## R
- Raab-Katzenstein Flugzeugwerk GmbH
- Raab Flugzeugbau Gesellschaft
- Raab Flugzeugbau GmbH
- Rans
- Raytheon
- Rearwin
- Reims Aviation Industries
- Remos
- Renard
- Republic Aviation Company
- Rhein-Flugzeugbau
- Rhein-Westflug
- Robinson
- Robertson Aircraft Corporation (Robertson)
- Rockwell
- Rogozarski
- Rohrbach
- Roland Aircraft
- Rolladen Schneider Flugzeugbau
- Rotorway
- Royal Aircraft Establishment
- Rumpler Flugzeugwerke GmbH
- Rutan Aircraft Factory
- Ryan Aeronautical Company

## S
- Saab
- Sächsische Luftfahrt-Industrie GmbH
- Safran
- Saunders-Roe
- Scaled Composites
- Scheibe-Flugzeugbau
- Schempp-Hirth
- Schleicher
- Schweizer Aircraft Corporation
- Scottish Aviation
- Shanghai Aircraft
- Short Brothers (Flugzeughersteller)
- SIAI-Marchetti (1915–1983)
- Siebel Flugzeugwerke
- Sikorsky Aircraft Corporation
- Siren SA
- Skandinavisk Aero Industri (SAI)
- Slingsby Aviation
- Smiths Aerospace
- Socata
- Société Anonyme Belge de Construction Aéronautique (SABCA)
- Société des Avions Bernard
- Société d’Etudes et de Réalisation d’Engins Balistiques (SEREB)
- Société de Construction Aéronavale (S.C.A.N.)
- Société de Production des Aéroplanes Deperdussin
- Société Européenne de Production de l’avion Ecole de Combat et d’Appui Tactique (SEPCAT)
- Société Française d’Etude et de Construction de Matériels Aéronautiques Spéciaux (SFECMAS)
- Société industrielle pour l’aéronautique (SIPA)
- Société Nationale de Constructions Aéronautiques du Centre (SNCAC)
- Société Nationale de Constructions Aéronautiques du Nord (SNCAN) oder Nord Aviation
- Société Nationale de Constructions Aéronautiques de l’Ouest (SNCAO)
- Société Nationale de Constructions Aéronautiques du Sud-Est (SNCASE) oder Sud-Est Aviation
- Société Nationale de Constructions Aéronautiques du Sud-Ouest (SNCASO) oder Sud-Ouest Aviation
- Société Nationale d’Etude et Construction de Moteurs d’Aviation (Snecma)
- Societe Nationale Industrielle Aérospatiale (SNIAS) oder Aérospatiale
- Soko
- Sopwith Aviation
- Spartan
- Spectrum Aeronautical
- Sportavia-Pützer
- Stampe & Vertongen
- Stark Flugzeugbau KG
- Staudacher (Unternehmen)
- Stearman Aircraft Corporation
- Stemme
- Suchoi (1939–heute)
- Sud Aviation
- Sun Lake Aircraft (Florida)
- Supermarine
- Swearingen

## T
- TAM, siehe Tbilisi Aircraft Manufacturing
- Taylorcraft
- Technovia
- Technoflug
- Tecnam
- Thöne & Fiala Kürzel: Th Ort: Wien IX[1]
- Thomas-Martin
- Thrush Aircraft
- Thulinverken
- TL-Ultralight
- Trago Mills
- Transcendental Aircraft Company Transcendental
- Travelair
- Tupolew PSC
- Tusaş – TAI Turkish Aerospace Industries

## U
- Udet Flugzeugbau GmbH
- Ulbi GmbH
- Ungarische Lloyd Flugzeug- und Motorenfabrik
- Utva (1937–heute)

## V
- Valsts Elektrotechniska Fabrika (VEF)
- Van’s Aircraft
- Vanguard Air and Marine Corporation (Vanguard)
- Vega
- Velie
- Vereinigte Flugtechnische Werke GmbH (VFW)
- Vestel
- Vickers
- Vickers-Armstrong
- Vought
- Vulcanair

## W
- Waco
- Wassmer Aviation (1955–1978)
- Weser-Flugzeugbau GmbH (1934–1961)
- Westland Aircraft
- Wezel Flugzeugtechnik
- Wibault
- Wigetworks Ltd.
- Wiener Neustädter Flugzeugwerke (1938–1945)
- Wright Aeronautical (1919–1929)
- Wright Company (1909–1916)
- Wright-Martin (1916–1919)

## Y
- Yokosuka Naval Arsenal

## Z
- Zivko Aeronautics
- Zlin Aircraft a.s.
- Zlin Aviation s.r.o.
- Zenair